# Dragos Voda Cernauti
El Dragos Voda Cernauti fue un equipo de fútbol de Ucrania que alguna vez jugó en la Liga I, la primera división de fútbol de Rumania.

## Historia
Fue fundado en Chernivsti en 1909 por los habitantes descendientes de rumanos como varios equipos de la ciudad creados por ascendencia étnica, por lo que siempre formó parte del fútbol de Rumania, logrando ganar tres ligas regionales antes de llegar a jugar en la Liga I por primera vez en la temporada de 1937/38. En esa temporada terminó en último lugar entre 10 equipos del grupo B y descendió a la Liga II.

Posteriormente el club siguió jugando dentro del fútbol rumano, pasando entre la segunda y tercera división del fútbol en el país hasta que la institución desaparece un año después de finalizar la Segunda Guerra Mundial en 1946.
El club es el único equipo que no pertenece a Rumania que ha jugado en la Liga I.

## Jugadores

### Jugadores destacados
- Alfred Eisenbeisser